# Ататюрк (квартал в Кючюкчекмедже)
„Ататюрк“ (на турски: Atatürk) е квартал на Истанбул, разположен в район Кючюкчекмедже. Общата му площ е 1,6 км2. Според данни на Адресната система за регистриране на населението (ABPRS) към 2023 г. населението на „Ататюрк“ е 42 447 жители.

## Транспорт
Директни връзки на градския транспорт с квартала:
- Автобусни линии на İETT са: № 122D, 131T, 14T, 9K, 9S, ÇM43, MR9, UM40.[4]